# Spodnje Vodale
Spodnje Vodale so naselje v Občini Sevnica.